# Bart Swings
Bart René M. Swings (ur. 12 lutego 1991 w Leuven) – belgijski łyżwiarz szybki oraz rolkarz, rekordzista świata w jeździe szybkiej na rolkach na dystansie maratonu, dwukrotny medalista olimpijski, wielokrotny medalista mistrzostw świata i wicemistrz Europy w łyżwiarstwie szybkim, dwunastokrotny mistrz świata we wrotkarstwie szybkim.

## Kariera
Wielokrotny medalista mistrzostw świata, mistrzostw Europy oraz zawodów z cyklu Pucharu Świata w jeździe szybkiej na rolkach. W 2022 roku podczas 48. Maratonu Berlińskiego pobił rekord świata na dystansie maratonu z czasem 56 minut i 45 sekund. 
Pierwszy sukces w łyżwiarstwie szybkim Bart Swings osiągnął w 2013 roku, kiedy zdobył brązowy medal podczas wielobojowych mistrzostw świata w Hamar. W zawodach tych wyprzedzili go jedynie Sven Kramer z Holandii oraz Norweg Håvard Bøkko. W 2014 roku brał udział w igrzyskach olimpijskich w Soczi, gdzie jego najlepszym wynikiem było czwarte miejsce na 5000 m. Walkę o medal przegrał tam z Jorritem Bergsmą z Holandii. Na tych samych igrzyskach był też między innymi piąty na 10 000 m i dziesiąty na 1500 m.
Belg kilkukrotnie stawał na podium zawodów Pucharu Świata, odnosząc przy tym dwa indywidualne zwycięstwa. Najlepsze wyniki osiągnął w sezonach 2014/2015 i 2015/2016, kiedy zajmował drugie miejsce w klasyfikacji generalnej. W sezonie 2012/2013 był drugi na 1500 m oraz w starcie masowym. Wyprzedzili go tylko odpowiednio Polak Zbigniew Bródka oraz Holender Arjan Stroetinga. Ponadto w sezonach 2014/2015 i 2015/2016 był drugi w klasyfikacji startu masowego, a w sezonie 2013/2014 zajął trzecie miejsce w tej klasyfikacji.
W 2018 roku wystąpił na zimowych igrzyskach olimpijskich w Pjongczangu. Wystartował w czterech konkurencjach i we wszystkich uplasował się w czołowej dziesiątce klasyfikacji – był drugi w biegu masowym, szósty w biegach na 1500 i 5000 m oraz ósmy na 10 000 m. Zdobyty przez Swingsa srebrny medal w biegu masowym był pierwszym od 20 lat medalem zimowych igrzysk olimpijskich dla reprezentacji Belgii.
W 2017 roku wziął udział w World Games 2017 rozgrywanych we Wrocławiu. Wystąpił w sześciu konkurencjach wrotkarskich, zdobywając trzy medale: Dwa złota w drogowych wyścigach na 10,000 metrów i 20,000 metrów, oraz srebrny w sprincie torowym na 1000 metrów.
W 2022 roku wziął udział w World Games 2022 w Birmingham. Wystartował w pięciu konkurencjach, we wszystkich zdobywając medale: 4 złote (w biegach na punkty i eliminację) oraz 1 brązowy (w sprincie torowym na 1000 metrów).
Jego brat, Maarten Swings, do sezonu 2015 również uprawiał wrotkarstwo oraz łyżwiarstwo szybkie.